# فرودگاه تک‌بانده آلفونسیناس
فرودگاه تک‌بانده آلفونسیناس  (به انگلیسی: Alfonsina's Airstrip) یک فرودگاه همگانی است که یک باند فرود خاک دارد و طول باند آن ۷۲۳ متر است. این فرودگاه در کشور مکزیک قرار دارد و در ارتفاع ۱ متری از سطح دریا واقع شده‌است.